# August Crelle
August Leopold Crelle (født 17. marts 1780 i Wriezen, død 6. oktober 1855 i Berlin) var en tysk matematiker og bygmester.
Crelle har forfattet flere skrifter om matematik og landmåling, men er især bekendt som stifter af Journal für die reine und angewandte Mathematik, almindelig kaldet Crelles Journal, hvis udgiver han var fra oprettelsen 1826 til sin død. I den første årgang publiceredes flere afhandlinger af den unge Niels Henrik Abel. De fleste mellem 1816 og 1820 i Preussen anlagte chausséer er byggede under hans ledelse.